# Бригах
Бри́гах (нем. Brigach) — река в Германии, берущая начало в горах Шварцвальд (Баден-Вюртемберг). Длина — 40,4 км, площадь бассейна — 196,7 км². На Бригахе расположен город Филлинген-Швеннинген. В 43 километрах от своего истока, возле города Донауэшинген, на высоте 672 м над уровнем моря, Бригах сливается с Брегом, образуя Дунай.
У стен местного замка-дворца в городе расположен архитектурно оформленный источник, выдаваемый за исток Дуная.

## Название
Название Бригах кельтского происхождения и означает «светлая, чистая вода». Рельеф, найденный здесь, указывает на богиню Абнобу.

## География
Один из источников Бригаха находится в подвале фермерского дома в верхней долине недалеко от деревни Бригах, доступ к нему открыт для публики. Однако на официальной государственной водной карте Бригах начинается на высоте около 925 м над уровнем моря, несколько ниже небольшого пруда возле этой фермы в районе Санкт-Георген-им-Шварцвальд.